# Efeito isotópico cinético
O efeito isotópico na cinética de reações químicas (EIC) é medido através da variação da velocidade reacional em um sistema químico, quando um dos  reagentes que está diretamente envolvido na etapa determinante da reação tem um de seus átomos substituído por um de seus isótopos. Tal variação na velocidade reacional é racionalizada na ideia de que a massa de um átomo implica diretamente na frequência vibratória da ligação química da qual faz parte. Os átomos mais pesados levam desde um ponto de vista clássico a menores frequências vibracionais, ou visto de acordo com conceitos da mecânica quântica, a uma menor energia do ponto zero. Sendo assim, mais energia é necessária para que a ligação seja rompida, o que implica uma energia de ativação mais elevada, o que por sua vez diminui a velocidade reacional medida.
A substituição isotópica terá um efeito muito pronunciado na velocidade reacional caso ocorra numa ligação que seja quebrada ou formada durante a referida etapa determinante do processo. Nesse caso, a mudança na velocidade é dita efeito isotópico primário. Também existe o que chamamos de efeito isotópico secundário, que ocorre quando a substituição isotópica não envolve uma ligação quebrada ou formada, mas também se pode perceber variação na velocidade reacional. Caso outros passos da reação sejam os determinantes da velocidade, o efeito da substituição isotópica não será percebido, culminando em um efeito isotópico nulo. Dentro deste contexto, sugere-se que a magnitude do EIC pode ser utilizado na investigação de mecanismos reacionais de sistemas químicos.
O EIC no caso da substituição isotópica de átomos de hidrogênio por átomos de deutério é representado da seguinte forma:
EIC = KH/KD
onde kH e kD são as constantes de velocidade de reação.
Segundo Carey et. al., uma razão kH/kD igual ou maior que 2 é uma forte evidência do rompimento da ligação que envolve a substituição isotópica hidrogênio/deutério, indicando um efeito isotópico cinético primário. Caso a razão kH/kD seja menor que 2 (na realidade entre 0,7 e 1,5), tem-se um efeito isotópico secundário, ou seja, não ocorre o rompimento da ligação que envolve a substituição isotópica, mas a mesma influência a etapa determinante da reação; tal EIC secundário, pode ainda ser classificado como: normal (kH/kD > 1) e inverso (kH/kD <1).
Em muitos casos, a velocidade reacional é influenciada por uma troca isotópica de um átomo do solvente, ao invés de um reagente. Tal efeito é chamado efeito isotópico cinético do solvente. Este efeito pode ocorrer, por exemplo, quando o solvente H2O é trocado por D2O, ou quando C2H5OH é trocado por C2H5OD. Existem alguns fatores que levam a efeitos isotópicos cinéticos do solvente, como por exemplo:
- Quando moléculas de solvente participam da reação como reagente. Dependendo das condições, efeito isotópico cinético primário ou secundário pode ocorrer.
- Quando o estado de transição da reação é estabilizado devido à interações entre os reagentes e as moléculas de solvente. Como resultado, a energia do estado de transição é diminuída, assim como, a energia de ativação da respectiva etapa de reação. Se esta etapa de reação particular é o passo determinante da reação, o resultado é um efeito cinético isotópico.

## Um olhar matemático sobre o assunto
Considerando uma molécula diatômica, podemos estudar com alto grau de confiança o efeito isotópico cinético. Temos que a frequência vibracional fundamental de uma ligação química é dada pela seguinte expressão (oscilador harmônico):
{\displaystyle v=(1/2\pi )\times (k/\mu )^{1/2}}
onde {\displaystyle k} é a força da ligação.
```
      µ: massa reduzida do sistema
```

Observação: se o sistema é formado por dois átomos (A e B), a expressão da massa reduzida do mesmo será:
```
μ = (m
A
 x m
B
)/(m
A
 + m
B
)
```

Em mecânica quântica, a energia do nível n de um oscilador harmônico é dada por:
```
E = hν (n + 1/2)
```

Sendo assim, a energia do ponto zero (n = 0) diminuirá à medida que a massa reduzida aumente. Com uma menor energia do ponto zero, mais energia será requerida para que seja alcançada a energia de ativação de quebra da ligação e menor será a velocidade reacional.

## Efeito de tunelamento
O efeito isotópico pode ser classificado em efeito isotópico primário e secundário (inverso ou normal), mas também pode existir em casos especiais com elevado valor de EIC onde acontece o efeito de tunelamento. Estas reações especiais são causadas por efeitos quânticos de tunelamento e só acontecem em ligações com átomos de Hidrogênio. O tunelamento ocorre quando a reação é conduzida por uma barreira de energia menor do que a energia do estado de transição clássico(ou seja, não percorre classicamente a curva de energia potencial). A reação se dá em regiões de menor energia proibidas pelas leis da mecânica clássica, mas que podem acontecer com base na mecânica quântica ondulatória. Partículas podem tunelar através de uma barreira de energia como resultado de um estado da função de onda do intermediário, reagente e do produto e não baseados em estados de energia potenciais. O Efeito de tunelamento pode ser observado quando há um EIC superior a 9, como na reação de Cannizzaro (auto-oxirredução de aldeídos que não possui hidrogênio alfa) que tem EIC aproximadamente igual a 130.

## Catálise ácida e o efeito isotópico do solvente
O efeito isotópico também pode ser observado em processos de transferência de prótons. Entre as reações mais importantes da química orgânica, está a catálise ácida. A catálise ácida pode ter duas classificações: a catálise ácida específica e a geral. A catálise ácida específica ocorre quando a taxa de reação é dependente do equilíbrio de protonação do reagente e é independente da estrutura do próton doador presente na solução. Isto porque a reação passa por um intermediário protonado que está em equilíbrio com a base conjugada e a taxa de conversão deste equilíbrio não é a etapa determinante da reação (etapa lenta). Na catálise ácida geral tanto a natureza quanto a concentração do próton doador em solução afetam a taxa da reação. A catálise geral pode ocorrer como fruto de uma ligação de hidrogênio entre o reagente (R) e o próton doador (D-H) para a formação de um complexo ativado (D-H … R). Diferentemente da catálise específica, a catálise ácida geral envolve uma etapa de transferência de próton na etapa determinante da velocidade de reação.
O efeito isotópico pode apresentar um papel importante na elucidação de mecanismos ácido-base. Processos de transferência de prótons podem ser investigados examinando-se o efeito isotópico do solvente na comparação dos equilíbrios de reação em água e em água deuterada. O D3O+ é um ácido mais forte do que o íon hidrônio (H3O+) e, consequentemente, o reagente em meio à água deuterada é mais protonado do que em um meio aquoso de mesma concentração. Uma reação que envolve um equilíbrio de protonação acontece mais rapidamente em D2O do que em H2O devido à maior concentração de reagente protonado. Por outro lado, se a transferência de próton for a etapa determinante da reação será mais rápida em H2O do que em D2O porque este tipo de reação apresenta efeito isotópico primário. O efeito isotópico cinético do solvente pode distinguir também entre um sistema normal ou inverso dependendo do tipo de reação.